# Pulau Bayur (Pamenang Selatan)
Pulau Bayur is een bestuurslaag in het regentschap Merangin van de provincie Jambi, Indonesië. Pulau Bayur telt 702 inwoners (volkstelling 2010).